# Hermann Brehmer
Hermann Brehmer (ur. 14 sierpnia 1826 w Kurczowie, zm. 28 grudnia 1889 w Sokołowsku) – niemiecki lekarz, pionier klimatyczno-dietetycznego leczenia gruźlicy.

## Działalność
W 1854 roku rozpoczął jako pierwszy w Europie sanatoryjne leczenie gruźlicy w Sokołowsku, 6 km na północny wschód od Mieroszowa koło Wałbrzycha. Lekarz był prekursorem leczenia gruźlicy metodą klimatyczno-dietetyczną poprzez spacery, umiarkowane ćwiczenia na powietrzu i odpowiednie wyżywienie.
Do górskiej miejscowości trafił za namową starszej siostry jego żony Amalii, Marianny von Colomb (1808–1868), zwolenniczki hydroterapii (leczenia wodą) Vincenza Priessnitza, która zaproponowała mu stworzenie uzdrowiska w Sokołowsku (ówczesnym Görbersdorfie), nazwanym później śląskim Davos.
Brehmer rozpoczął zabiegi w 1854 a rok później otworzył sanatorium dla gruźlików. Na przełomie 1861/1862 rozpoczęło działalność Sanatorium Brehmera (po 1945 „Grunwald”), zbudowane w stylu mauretańskim. Najbliższym współpracownikiem doktora w latach 1874–1880 był Alfred Sokołowski.

## Publikacje
- Zur Aetiologie und Therapie der chronischen Lungenschwindsucht. Antwort auf die zwei Antithesen des Dr. v. Mayer, Fr. Th. Chr. Enslin, Berlin (1874). OCLC 14947504.
- Die Therapie der Lungenschwindsucht, J.F. Bergmann, Wiesbaden (1887). OCLC 786353867.

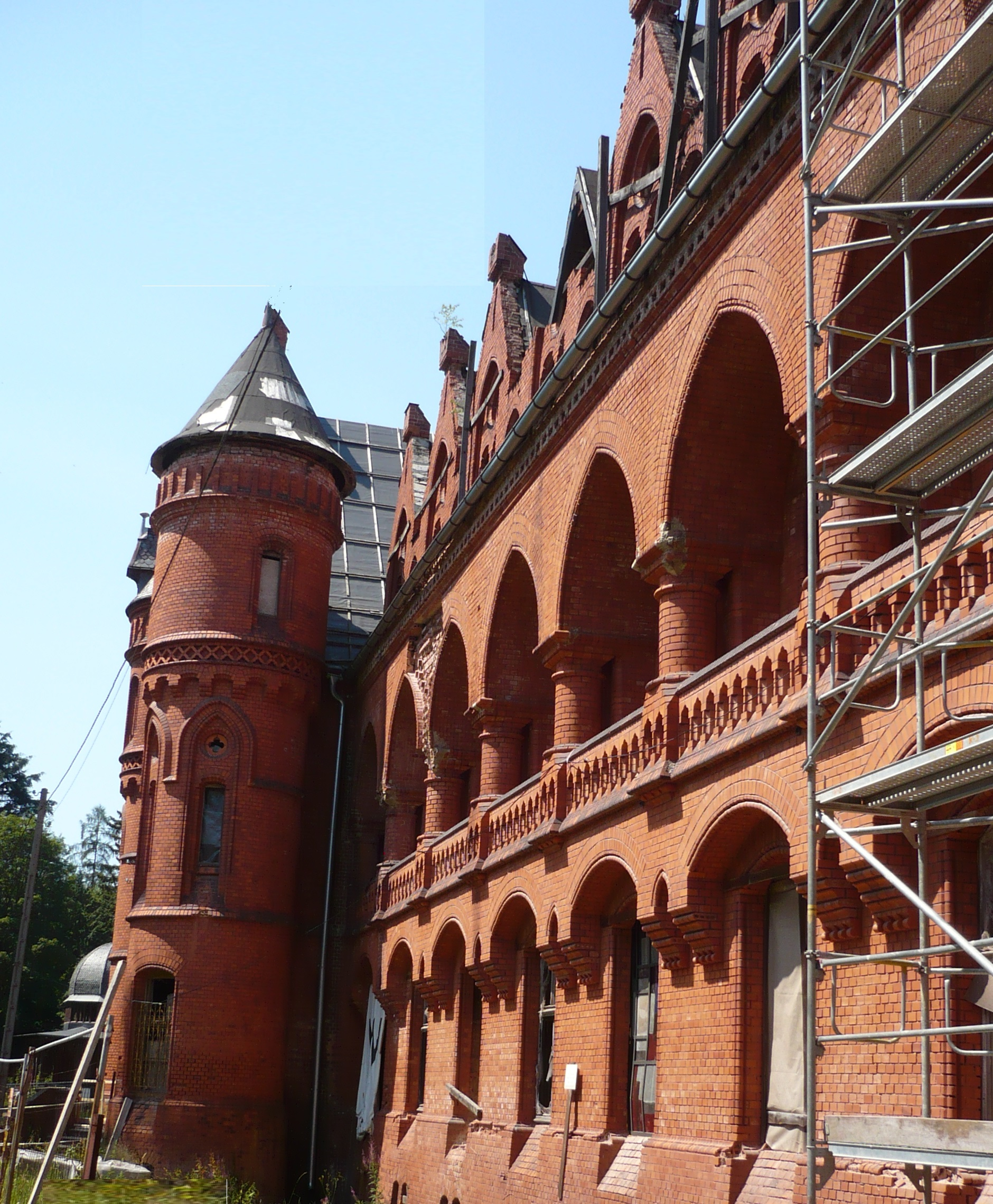
Sanatorium Brehmera („Grunwald”)
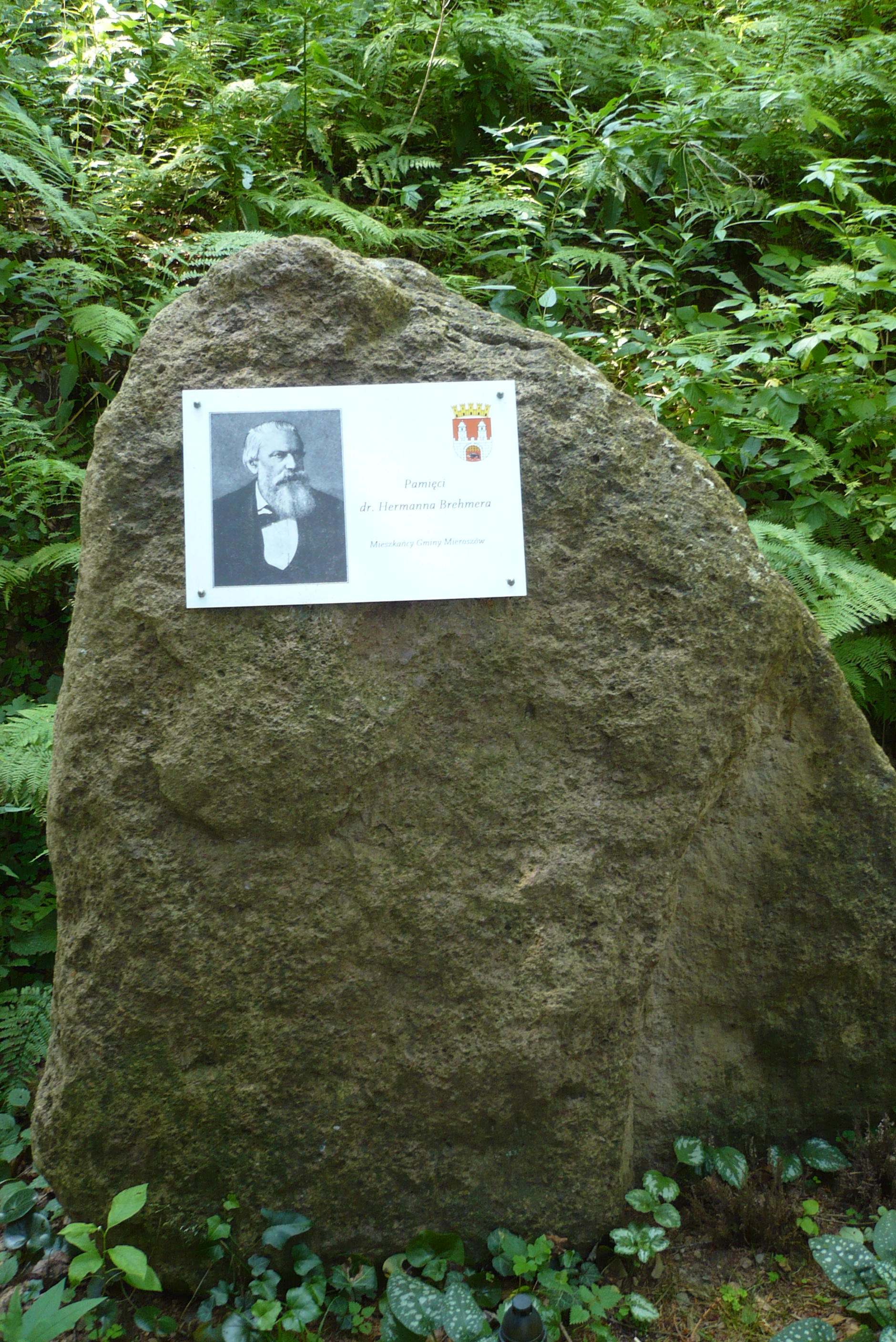
Kamień pamiątkowy przy grobowcu
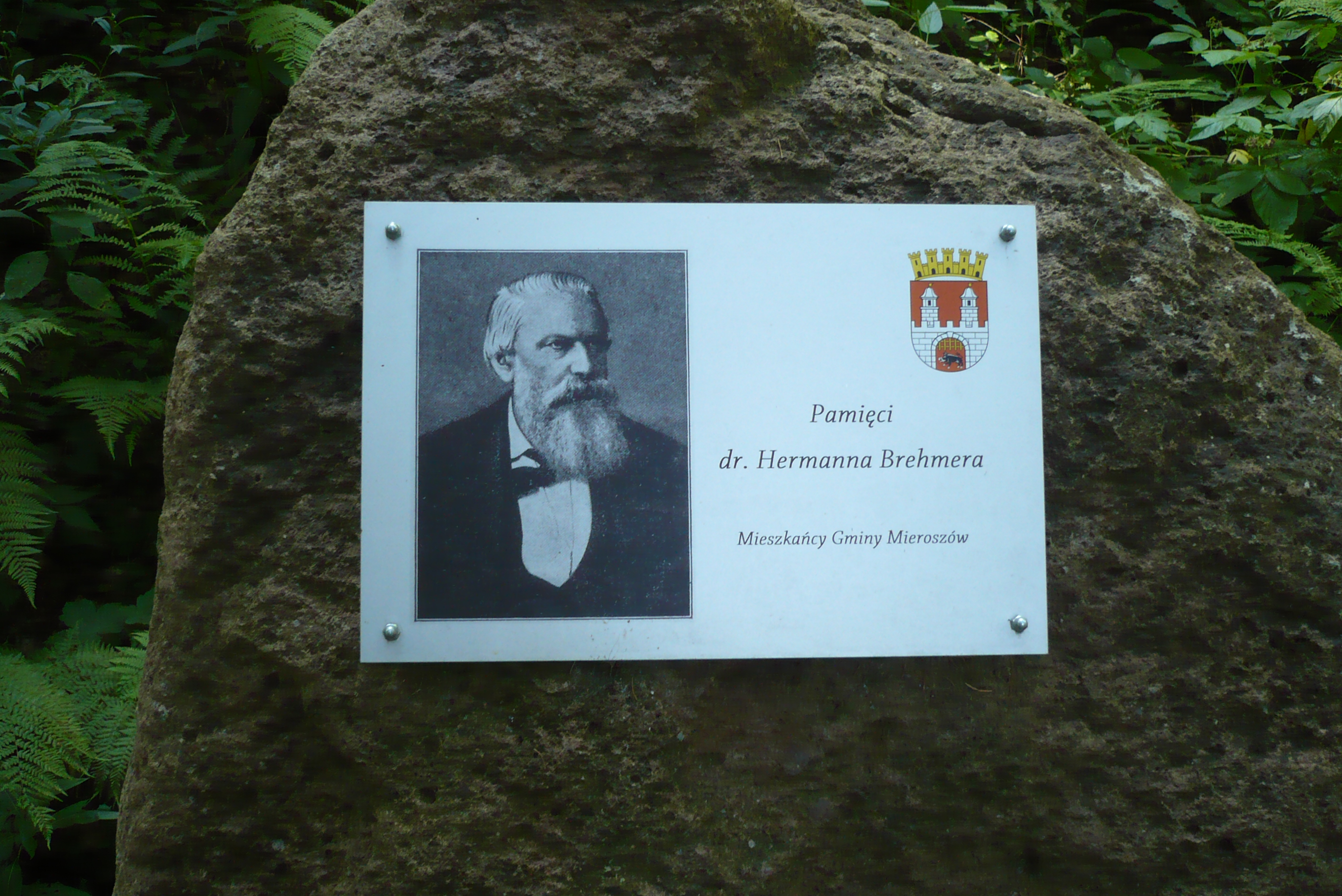
Tabliczka upamiętniająca dr. Brehmera
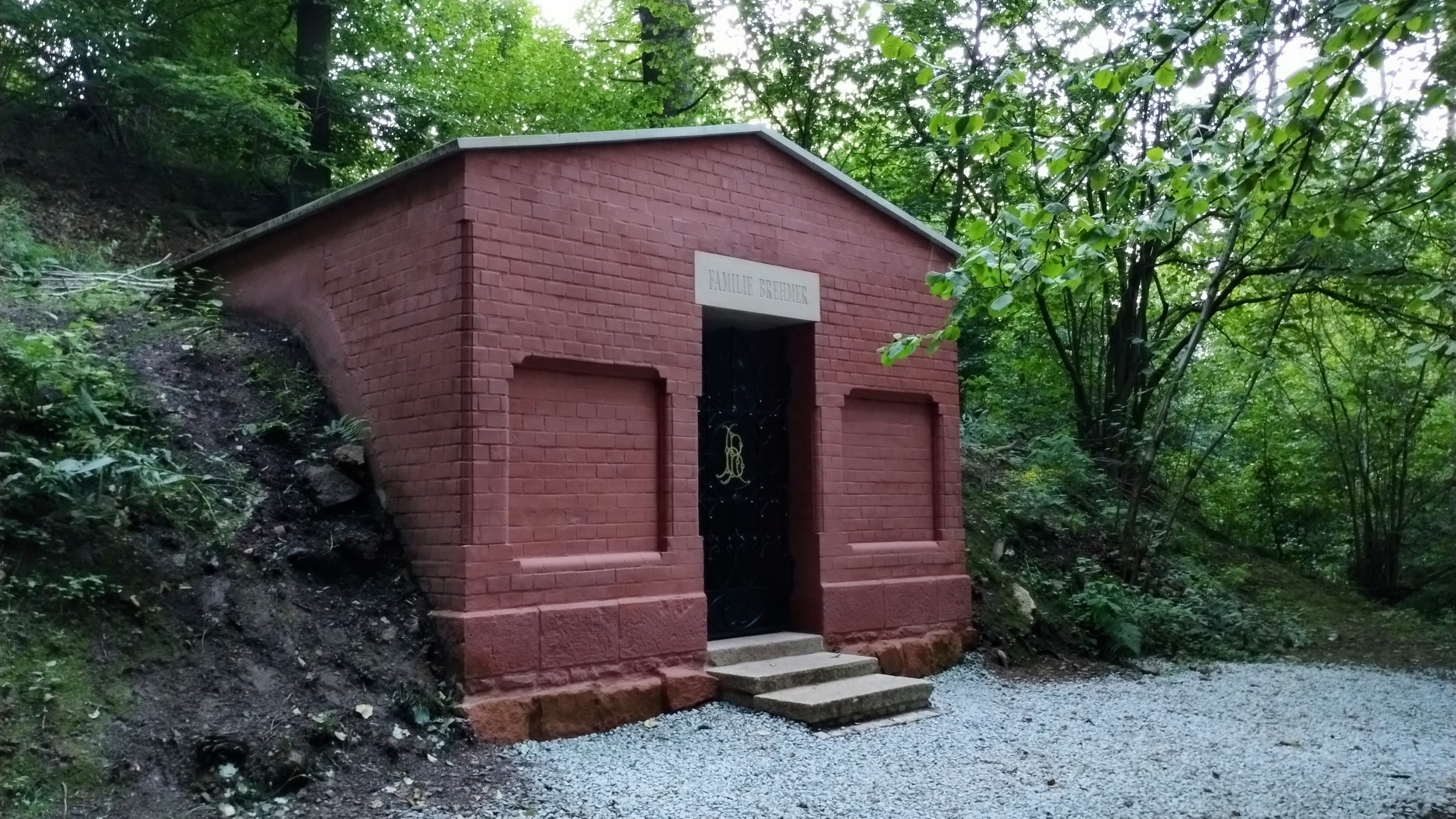
Grobowiec rodzinny Hermanna Brehmera w Sokołowsku